# Rosario Challenger 2025
Il Rosario Challenger 2025 è stato un torneo maschile di tennis professionistico. È stata la 1ª edizione del torneo, facente parte della categoria Challenger 125 nell'ambito dell'ATP Challenger Tour 2025, con un montepremi di 200 000 $. Si è giocato dal 3 al 9 febbraio 2025 sui campi in terra rossa di Rosario, in Argentina.

## Partecipanti

### Teste di serie
| Nazionalità          | Giocatore            | Ranking* | Testa di serie |
| -------------------- | -------------------- | -------- | -------------- |
| Argentina            | Sebastián Báez       | 31       | 1              |
| Francia              | Alexandre Müller     | 57       | 2              |
| Argentina            | Francisco Comesaña   | 86       | 3              |
| Bosnia ed Erzegovina | Damir Džumhur        | 88       | 4              |
| Italia               | Francesco Passaro    | 90       | 5              |
| Argentina            | Camilo Ugo Carabelli | 93       | 6              |
| Argentina            | Federico Coria       | 95       | 7              |
| India                | Sumit Nagal          | 106      | 8              |

* Ranking al 13 gennaio 2025.

### Altri partecipanti
I seguenti giocatori hanno ricevuto una wild card per il tabellone principale:
- Sebastián Báez
- Renzo Olivo
- Diego Schwartzman

Il seguente giocatore è entrato in tabellone come special exempt:
- Facundo Mena

Il seguente giocatore è entrato in tabellone come alternate:
- Andrea Collarini

I seguenti giocatori sono passati dalle qualificazioni:
- Joel Josef Schwärzler
- Emilio Nava
- Andrea Pellegrino
- Juan Bautista Torres
- Mateus Alves
- Guido Iván Justo

Il seguente giocatore è entrato in tabellone come lucky loser:
- Daniel Vallejo

## Punti e montepremi
| Torneo    | Torneo              | V      | F      | SF    | QF    | 2T    | 1T    | Q | Q2  | Q1  |
| Singolare | Punti               | 125    | 64     | 35    | 16    | 8     | 0     | 5 | 3   | 0   |
| Singolare | Premi in denaro ($) | 21 650 | 12 770 | 7 560 | 4 400 | 2 590 | 1 565 | – | 785 | 395 |
| Doppio    | Punti               | 125    | 64     | 35    | 16    | –     | 0     | – | –   | –   |
| Doppio    | Premi in denaro ($) | 9 350  | 5 440  | 3 250 | 1 930 | –     | 1,080 | – | –   | –   |

## Campioni

### Singolare
Camilo Ugo Carabelli ha sconfitto in finale  Hugo Dellien con il punteggio di 3–6, 6–3, 6–2.

### Doppio
Marcelo Demoliner /  Fernando Romboli hanno sconfitto in finale  Guido Andreozzi /  Théo Arribagé con il punteggio di 7–5, 6–3.